# 箱作海水浴場

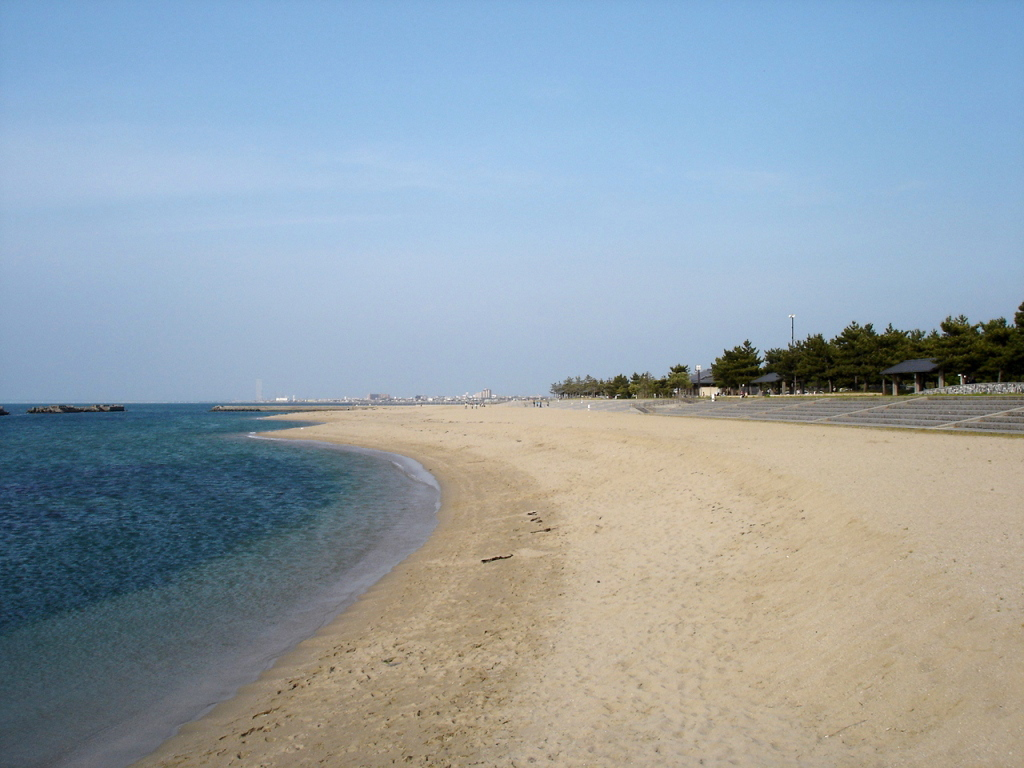
ピチピチビーチ内にある海水浴場

箱作海水浴場（はこつくりかいすいよくじょう）は、大阪府阪南市と岬町をまたぐせんなん里海公園の箱作側、愛称は「ピチピチビーチ」。

## 概要
大阪府営公園のひとつで、関西国際空港・明石海峡大橋を望む大阪湾に面した人工海水浴場。ちなみに、岬町側は「淡輪海水浴場」（愛称「ときめきビーチ」）である。海水浴場の開催期間は7月1日～8月31日。公園自体は年中利用可能。
- 所在地 - 大阪府阪南市箱作3346番地先

## 歴史
- 1970年青少年海洋活動施設事業。
- 1972年海岸環境整備事業。
- 1993年公園事業着手。

## 交通アクセス
- 南海本線箱作駅より徒歩15分。

## 施設概要
- 駐車場　1800台（有料）
- 遊泳時間　9:00～17:00
- トイレ（駐車場周辺3箇所、公園入口付近1箇所、うみべの広場1箇所）
- シャワー、シャワーとロッカー※海水浴場の開催期間のみ
- ビーチバレーコート
- うみべの広場・人工礁浜
- バーベキュー場（指定区域)

## 周辺情報
- 下荘漁港